# Isojärvi (sjö i Finland, Norra Österbotten, lat 64,18, long 24,92)
Isojärvi är en sjö i Finland. Den ligger i kommunen Oulais i landskapet Norra Österbotten, i den centrala delen av landet, 400 km norr om huvudstaden Helsingfors. Isojärvi ligger 87,5 meter över havet. Arean är 55,8 hektar och strandlinjen är 7,74 kilometer lång. Sjön  ingår i Pyhäjoki älvs huvudavrinningsområde.   I omgivningarna runt Isojärvi växer i huvudsak blandskog.